# Centre scientifique de Culham
Le centre scientifique de Culham (Culham Science Centre en anglais) installé près de Culham dans l'Oxfordshire est un centre de recherche et de développement pour l'énergie atomique du Royaume-Uni, et notamment de la recherche sur la fusion nucléaire.

## Création du site
Le centre occupe le site de l'ancien aérodrome de la Royal Navy RNAS Culham (HMS Hornbill) (en), qui a été transféré à l'Autorité britannique de l'énergie atomique (AEA) en 1960. L'AEA continue d'exploiter le site et en est le principal locataire.
En plus du Centre pour la Fusion (CCFE), le centre abrite le siège de l'AEA et accueille de nombreuses organisations commerciales et autres.
Il abrite également le club de football JET F.C, évoluant dans la Upper Thames Valley Sunday league.

## Centre pour la Fusion
L'AEA a officiellement ouvert le laboratoire de recherche sur la fusion en 1965 (en anglais Culham Centre for Fusion Energy - CCFE), après avoir déplacé ses opérations de recherche depuis site de recherche voisin de Harwell. Les activités de fusion à Aldermaston et dans d'autres sites britanniques sont également regroupées à Culham pour former un centre national de recherche sur la fusion. John Adams, directeur général du CERN en 1971, a été nommé premier directeur du laboratoire.
Le laboratoire a construit près de 30 expériences différentes au cours de ses deux premières décennies alors qu'une variété de concepts de fusion étaient testés ; parmi eux les ondes de choc, les miroirs magnétiques, les stellarators et les lévitrons. Au cours des années 1970, la recherche s'est concentrée sur la fusion par confinement magnétique à l'aide du dispositif tokamak, qui était apparu comme la conception la plus prometteuse pour un futur réacteur à fusion. À la fin des années 1960, les scientifiques de Culham avaient déjà contribué au développement du tokamak en utilisant des techniques de mesure de la diffusion laser pour vérifier les résultats très prometteurs obtenus par le dispositif russe T3. Cela a conduit à l'adoption du tokamak par la majorité des établissements de recherche sur la fusion à l'échelle internationale.
En 1977, après de longues négociations, Culham a été choisi comme site pour le tokamak Joint European Torus (JET). La construction a commencé en 1978 et s'est achevée dans les délais et dans les limites du budget, avec le premier plasma en juin 1983. Depuis lors, la machine a posé une série de jalons en matière de fusion, notamment la première démonstration d'une puissance de fusion contrôlée deutérium-tritium (1991) et la puissance de fusion record de 16 mégawatts (1997). Initialement, l'installation JET était gérée par une équipe multinationale en tant qu'entité distincte sur le site de Culham dans le cadre de l'accord d'entreprise commune JET. Cependant, depuis 2000, l'AEA est responsable du fonctionnement du JET pour le compte de ses partenaires de recherche européens, via un contrat avec la Commission européenne.
Dans les années 1980, le laboratoire Culham a joué un rôle déterminant dans le développement du concept de tokamak sphérique – une version plus compacte du tokamak dans lequel le plasma est maintenu dans un champ magnétique plus étroit en forme de « pomme évidée » au lieu de la configuration toroïdale conventionnelle. L'hypothèse est que cette configuration offre des avantages potentiels en permettant des dispositifs de fusion plus petits et plus efficaces. L'expérience START (Small Tight Aspect Ratio Tokamak) à Culham (1991-1998) a été le premier tokamak sphérique de taille réelle. Ses performances impressionnantes ont conduit à la construction d'un appareil plus grand, MAST (Mega Amp Spherical Tokamak), qui a fonctionné entre 2000 et 2013.

## Directeurs du centre
- 1960-1966 : John Adams
- 1966-1981 : Bas Pease
- 1981-1990 : Mick Lomer
- 1990-1996 : Don Sweetman
- 1996-2002 : Derek Robinson
- 2002-2003 : Frank Briscoe (intérim)
- 2003-2008 : Christopher Llewellyn Smith
- 2008-2016 : Steven Cowley
- 2016-présent: Ian Chapman